# Dijana Alić
Dijana Alić – bośniacka architekt i naukowiec.

## Życiorys
Urodziła się w Sarajewie. Uzyskała dyplom z architektury na Uniwersytecie w Sarajewie, gdzie studiowała w latach 1984–1988 oraz tytuł magistra inżyniera i doktorat na Uniwersytecie Nowej Południowej Walii. Alić jest wykładowcą tego ostatniego.
Publikowała w różnych międzynarodowych czasopismach, w tym w Journal of the Society of Architectural Historyians, Open House International, Centropa i Fabrications. W kręgu jej badań leżą relacje między środowiskiem socjologicznym i politycznym a architekturą.
Ma córkę Inę (ur. 2003).